# بلک راک (آرکانزاس)
بلک راک (آرکانزاس) (به انگلیسی: Black Rock, Arkansas) یک شهر در ایالات متحده آمریکا با جمعیت ۷۱۷ نفر است که در آرکانزاس واقع شده‌است.

## موقعیت جغرافیایی
موقعیت جغرافیایی شهرها و مناطق اطراف به شرح زیر است: